# Sankt Peter (Suíça)
Sankt Peter é uma comuna da Suíça, no Cantão Grisões, com cerca de 161 habitantes. Estende-se por uma área de 6,88 km², de densidade populacional de 23 hab/km². Confina com as seguintes comunas: Furna, Molinis, Pagig, Peist.
A língua oficial nesta comuna é o Alemão.